# Совалени, Сиаоси
Сиаоси Офакивахафолау Совалени (англ. и тонг. Siaosi ‘Ofakivahafolau Sovaleni; род. 28 февраля 1970, Тонгатапу) — тонганский политик, премьер-министра Тонги (2021—2024). Ранее он занимал пост министра кабинета министров, а с 2014 по 2017 год был заместителем премьер-министра Тонги.

## Ранний период жизни
Совалени родом из Нгелеи, с главного острова Тонги, Тонгатапу. Сын бывшего заместителя премьер-министра Ланги Кавалику. Учился в средней школе для мальчиков Тимару в Новой Зеландии и окончил её в 1988 году. Получил образование в Оклендском университете в Новой Зеландии, получив степень бакалавра компьютерных наук в 1992 году. Впоследствии получил степень магистра в Оксфордском университете и степень магистра делового администрирования в Южно-Тихоокеанском университете в Суве, Фиджи. С 1996 по 2010 год работал государственным служащим в Министерстве финансов Тонги, а затем работал в Тихоокеанском сообществе и Азиатском банке развития. Вернулся в Тонгу в 2013 году, чтобы работать в качестве главного исполнительного директора в Министерстве государственных предприятий.

## Политическая карьера
Совалени был впервые избран в Законодательное собрание Тонги на всеобщих выборах в 2014 году и назначен заместителем премьер-министра и министром окружающей среды и коммуникаций в кабинете Акилиси Похивы. В качестве министра связи он продвинул два законопроекта, разрешающих интернет-цензуру в 2015 году.
В сентябре 2017 года был уволен за нелояльность к решению короля Тупоу VI об отставке премьер-министра, роспуске парламента и назначении новых выборов. Баллотировался на всеобщих выборах в Тонге в 2017 году и переизбран как единственный член парламента Тонгатапу, не входящий в ДПФИ. Впоследствии оспаривал пост премьер-министра с Похивой, но потерпел поражение 12 голосами против 14.
После смерти Акилиси Похивы Совалени поддержал Похиву Туионетоа на посту премьер-министра. Был назначен в кабинет Туионетоа министром образования и профессиональной подготовки.
В январе 2021 года получил титул Хуакавамейлику, который также принадлежал его отцу.
Был переизбран на выборах 2021 года, получив наибольшее количество голосов среди всех кандидатов на любое место. В переговорах после выборов стал одним из двух главных претендентов на пост премьер-министра, наряду с Айзакэ Эке. 15 декабря 2021 года был избран премьер-министром, победив Эке с 16 голосами. Эке заявил, что будет оспаривать результаты выборов в суде. Совалени был официально назначен премьер-министром 27 декабря 2021 года.
9 декабря 2024 года Совалени подал в отставку «с немедленным вступлением в силу», избежав, таким образом, вотума недоверия, который хотела выразить оппозиция во главе с ʻАйсаке Эке.